# サクラアイランド
サクラアイランド（SAKURA ISLAND）は、ロシア連邦西部、クラスノダール地方の黒海沿岸海域、ソチ沿岸に造成が計画されている人工島。2014年冬季オリンピックの開催地でもあるソチ近郊の大型リゾート開発計画のひとつである。

## 概要
外郭島と中島の2島から成る。外郭島には計22棟のヴィラ、288のテラスハウスが設計されており、その内側に600バースのマリーナゾーンを設け、中島と1本の橋で連結。
中島は主にホテルゾーン、海洋博物館などの大型施設を設計し、外郭島と中島を合わせ総面積31.5ヘクタールの規模を持つ人工島。
尚、この他にもクレセントラグーン（CRESCENT LAGOON）の建設が予定されている。
クレアホールディングスは、平成24年5月15日をもって当該事業を撤退したことを発表。

## 想定スケジュール
- 2008年＞造成設計および許認可、造成工事準備、建物設計
- 2009年＞造成工事、建物設計
- 2010年＞建物設計、建物工事
- 2011年＞建物工事
- 2013年＞開業準備を予定

## 施設
- タワーホテル
- リゾートホテル
- コンベンション施設
- アクアパーク
- エンターテイメントコンプレックス
- 駐車場
- ユーティリティーセンター
- テラスハウス
- ヴィラ
- 海洋博物館

## 関係企業
- 東邦グローバルアソシエイツ（ウィキペディア）
- 東邦グローバルアソシエイツ（HP）
- 久米設計
- ООО ХОМАР（本社ロシア連邦）

## その他のリンク
- SAKURA ISLAND（サクラアイランド）